# Zorochros murinoides
Zorochros murinoides là một loài bọ cánh cứng trong họ Elateridae. Loài này được Gurjeva miêu tả khoa học năm 1963.